# Калифорнийски орлов скат
Калифорнийските орлови скатове (Myliobatis californica) са вид хрущялни риби от семейство Орлови скатове (Myliobatidae).
Те са незастрашен вид. Продължителността на живота им достига 24 години.
Таксонът е описан за пръв път от Тиъдър Гил през 1865 година.